# Boogie l'oleoso
Boogie l'oleoso (Boogie el aceitoso) è una serie a fumetti umoristica realizzata da Roberto Fontanarrosa e incentrata sull'omonimo personaggio ideato nel 1971. Ne venne tratto un film d'animazione, intitolato Boogie, nel 2009.

## Personaggio
Il personaggio è un ex mercenario e veterano della guerra del Vietnam che vive a New York lavorando come guardaspalle, sicario e occupazioni simili, che si trova anche a lavorare per il sindaco o per la CIA per la quale svolge missioni non proprio legali; è razzista, violento e fascista, antieroe protagonista di storie umoristiche che trattano anche temi di attualità come il traffico d’armi o di esseri umani. Il personaggio è caratterizzato come un uomo grande, grosso e muscoloso, calmo e impassibile e con una sigaretta sempre in bocca ed elegantemente vestito. Nella serie non ci sono comprimari fissi o personaggi ricorrenti.

## Storia editoriale
La serie esordì nel 1972 sulla rivista umoristica argentina Hortensia. La serie è costituita da singole tavole e venne pubblicato con continuità fino al 1995.
La serie venne pubblicata anche in Italia nella rivista L'Eternauta nei primi anni ottanta e successivamente sulla rivista Totem Comic col titolo Boogie il mercenario e in volume nel 1989 nella collana Humor Satira edta dalla Glenat Italia.

## Trasposizione in altri media
Animazione
- Boogie, el aceitoso, (2009, regia di Gustavo Cova).[1]